# Antepione costinotata
Antepione costinotata là một loài bướm đêm trong họ Geometridae.